# Joni Puurula
Joni Juho Paavali Puurula (ur. 4 sierpnia 1982 w Kokkola) – fiński hokeista, trener.

## Kariera zawodnicza
- JHT (1996-2000)
- Hermes (1999-2000)
- FoPS U20 (2000/2001)
- FPS (2000-2001, 2001/2002)
- HPK (2001-2004)
  -  HPK U20 (2001/2002)
  -  FoPS U20 (2003/2004)
- Saławat Jułajew Ufa (2004-2005)
- Amur Chabarowsk (2005)
- TPS (2005-2006)
- Leksand (2006-2007)
- SaiPa (2007-2008)
- Jokerit (2008)
- JHT (2008)
- AaB Ishockey (2008-2009)
- JHT (2009-2010)
- Sport (2011-2012)
- Asplöven HC (2012-2013)
  -  IF Sundsvall Hockey (2013)
- Arłan Kokczetaw (2014)
- Sterzing/Vipiteno Broncos (2014-2015)
- STS Sanok (2015)
- SG Cortina (2016)
- Anglet Hormadi (2016-2017)

Wychowanek klubu JHT. W drafcie NHL z 2000 został wybrany przez kanadyjski klub Montreal Canadiens w ósmej rundzie z numerem 243. W karierze występował w rodzimych ligach fińskich Suomi-sarja, Mestis i Liiga. Ponadto grał w klubach rosyjskich w rozgrywkach Superligi i Wysszaja Liga, szwedzkich w lidze Allsvenskan i Division 1, a także w lidze duńskiej, lidze kazachskiej (od końca grudnia 2013 do końca sezonu w klubie Arłan Kokczetaw) i lidze włoskiej (od maja 2014 do kwietnia 2015 w sezonie 2014/2015 w klubie Sterzing/Vipiteno Broncos). Od sierpnia 2015 zawodnik STS Sanok w rozgrywkach Polskiej Hokej Ligi (transfer ogłoszono w czasie 33. urodzin zawodnika). W tym czasie zawodnikiem zespołu z Sanoka został także jego rodak Joni Tuominen (wcześniej obaj występowali razem w klubie SaiPa). W meczu 27 września 2015 doznał poważnej kontuzji barku, wskutek czego przeszedł później operację. Od połowy stycznia 2016 zawodnik SG Cortina. Od sierpnia 2016 do maja 2017 zawodnik francuskiego zespołu Anglet Hormadi.
Był reprezentantem kadr juniorskich Finlandii. Uczestniczył w turnieju mistrzostw świata juniorów do lat 18 w 2000, podczas którego rozegrał dwa mecze (sześć spotkań zagrał wówczas Kari Lehtonen), a Finlandia zdobyła złoty medal. Występował także w reprezentacji do lat 20.
W trakcie kariery określany pseudonimem Puuru.

## Kariera trenerska
- HC Gherdëina (2018)
- KRS-ORG Beijing (2018-2019)
- ORG Junior Beijing (2019)
- VEU Feldkirch (2019-2020)
- Narvik IK (2020-2021)
- Sparta Warriors (2021-)

Na początku 2018 ogłosił zakończenie kariery zostając szkoleniowcem bramkarzy i asystentem trenera we włoskim klubie HC Gherdëina. Jesienią 2018 podjął pracę treneera bramkarzy w chińskiej drużynie, występującym w rosyjskich rozgrywkach WHL. Na początku nowego sezonu 2019/2020 pełnił tę rolę w związanym z tym klubem zespole ORG Junior Beijing, grającym w rosyjskich rozgrywkach juniorskich MHL. W połowie listopada 2019 został ogłoszony trenerem bramkarzy w austriackim klubie z międzynarodowych rozgrywek Alps Hockey League. W sezonie 2020/2021 pracował w norweskim klubie Narvik IK z tamtejszych rozgrywek, a od kwietnia 2021 w innym klubie z Norwerii, Sparta Warriors.

## Sukcesy

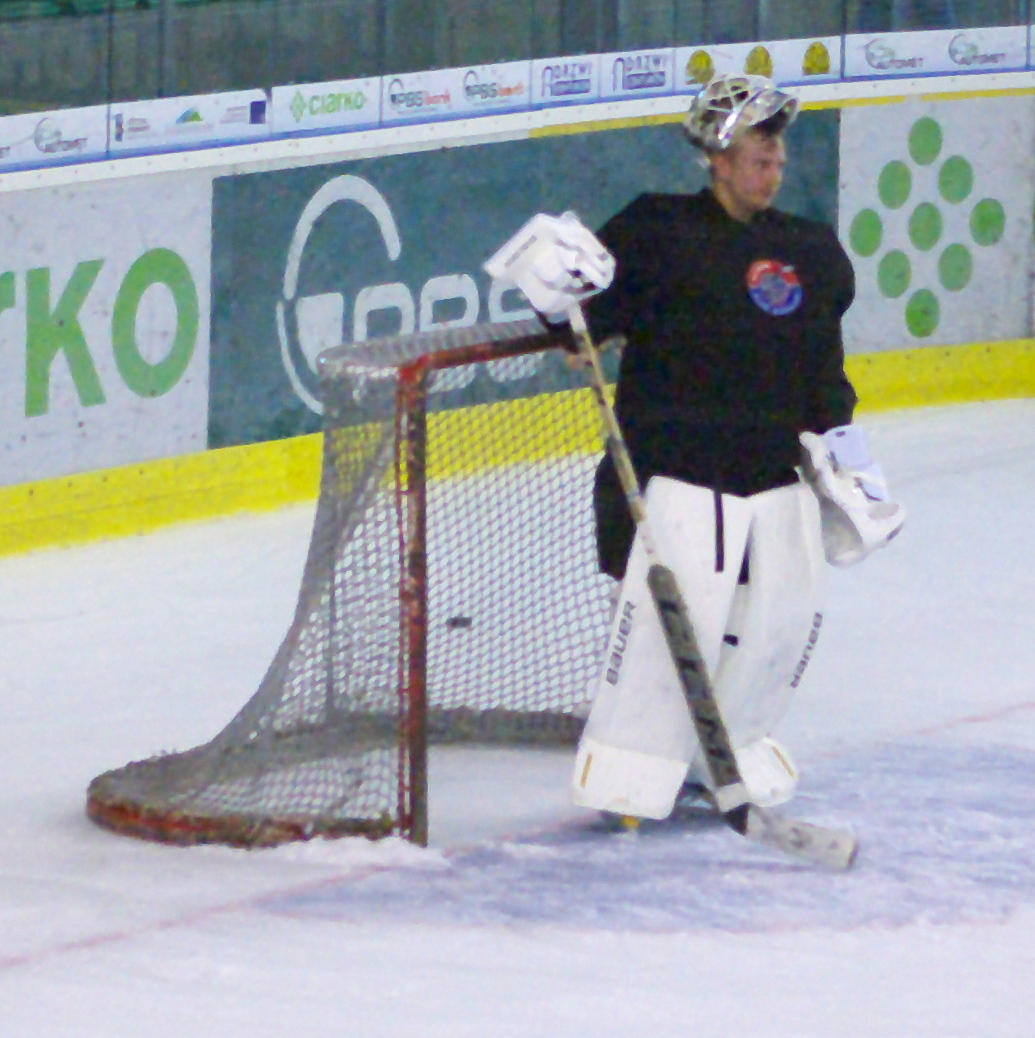
Joni Puurula podczas treningu STS Sanok (2015)

Reprezentacyjne
- Złoty medal mistrzostw świata juniorów do lat 18: 2000

Klubowe
- Brązowy medal mistrzostw Finlandii: 2002, 2003, 2005 z HPK
- Złoty medal Mestis: 2011, 2012 z Vaasan Sport
- Srebrny medal mistrzostw Kazachstanu: 2014 z Arłanem Kokczetaw

Indywidualne
- Mistrzostwa świata do lat 18 w hokeju na lodzie mężczyzn 2000:
  - Drugie miejsce w klasyfikacji skuteczności interwencji w fazie play-off: 97,47%[23]
  - Trzecie miejsce w klasyfikacji średniej goli straconych na mecz w turnieju: 1,06[24]
- Suomi-sarja 2010/2011:
  - Pierwsze miejsce w klasyfikacji skuteczności interwencji: 93,1%
- Mestis 2011/2012:
  - Pierwsze miejsce w klasyfikacji średniej goli straconych na mecz w fazie play-off: 1,20%
  - Pierwsze miejsce w klasyfikacji skuteczności interwencji w fazie play-off: 95,6%
  - Najbardziej Wartościowy Zawodnik (MVP) w fazie play-off
  - Pierwszy skład gwiazd sezonu